# Incidente Moberly-Jourdain
El incidente Moberly-Jourdain (también denominado los fantasmas del pequeño Trianón o de Versalles; en francés les fantômes du Trianon / les fantômes de Versailles) es una aseveración sobre un viaje en el tiempo y apariciones realizada por Charlotte Anne Moberly (1846-1937) y Eleanor Jourdain (1863-1924).

## Descripción

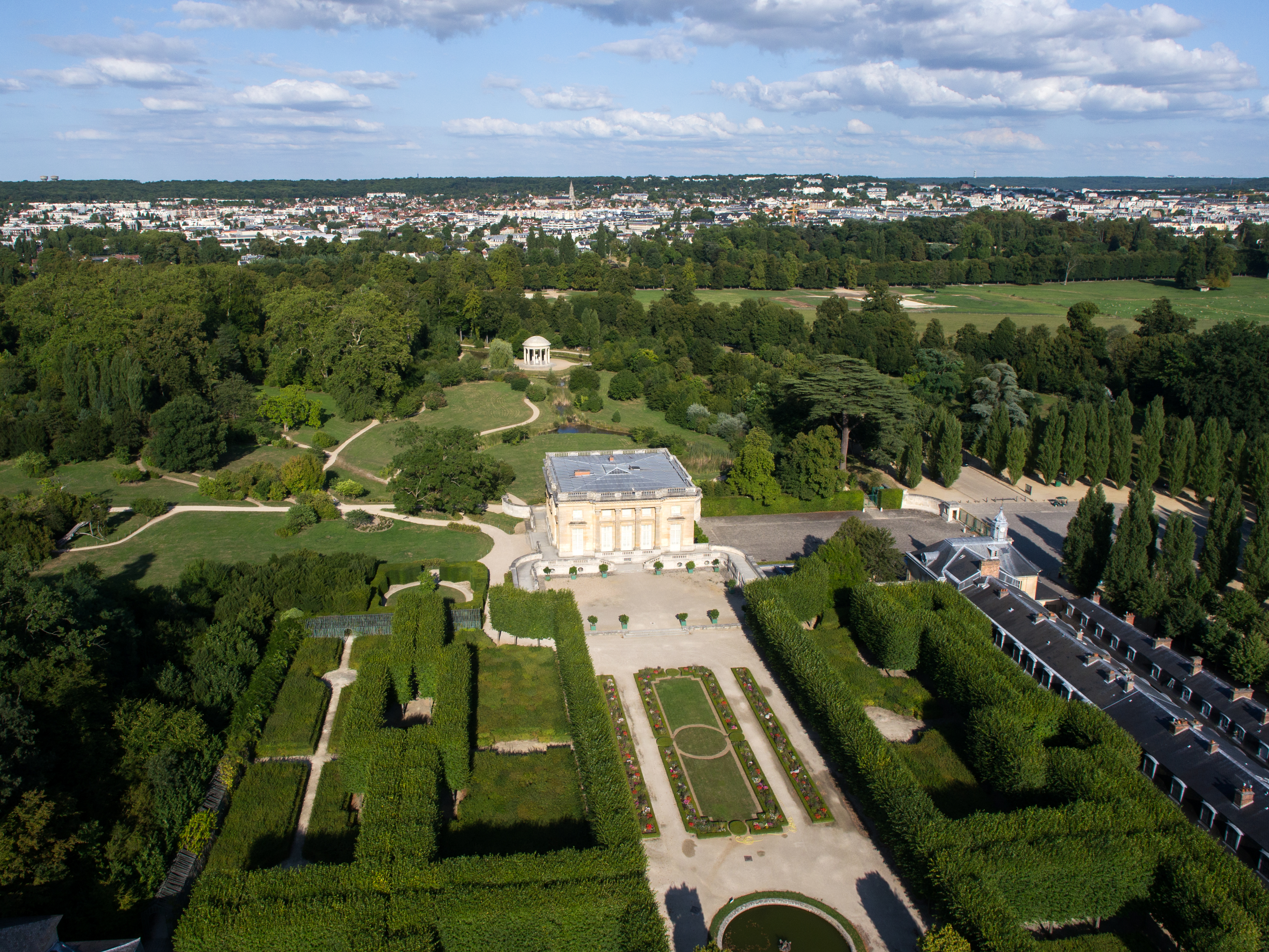
Vista aérea del Pequeño Trianón, Versalles.

En 1911, Moberly y Jourdain publicaron un libro titulado An Adventure (Una aventura) bajo los pseudónimos de Elizabeth Morison y Frances Lamont. En él describen una visita que hicieron el 10 de agosto de 1901 al Pequeño Trianón, un pequeño castillo en los terrenos del Palacio de Versalles, donde afirmaron haber visto los jardines tal y como habían sido a finales del siglo XVIII, así como fantasmas, incluyendo a María Antonieta y otros.
Su historia causó sensación y fue objeto de muchas burlas.

## Edición en español
- Charlotte Moberly y Eleanor Jourdain (2014). Una aventura en el tiempo. Traducción Carmen Torres y Laura Naranjo, introducción Jean Cocteau. Madrid: Nevsky Prospects. ISBN 978-84-941637-5-3.